# New Brighton, Pennsylvania
New Brighton är en kommun av typen borough i Beaver County i den amerikanska delstaten Pennsylvania 45 kilometer nordväst om Pittsburgh. Folkmängden uppgick till 6 641 invånare vid folkräkningen år 2000.

## Kända personer från New Brighton
- L.B. Hanna, guvernör i North Dakota 1913-1917